# Marco Leonardi
Marco Leonardi (ur. 14 listopada 1974 w Melbourne) – australijski aktor.

## Życiorys

### Wczesne lata
Urodził się w Melbourne w Australii, jego rodzice są Włochami. Kiedy miał cztery lata wraz z rodziną przeniósł się do Rzymu. W bardzo młodym wieku zaczął pojawiać się w reklamach.

### Kariera filmowa
Mając 14 lat pojawił się po raz pierwszy na dużym ekranie w węgiersko-włoskim dramacie Panna młoda była piękna (La Sposa era bellissima, 1986) obok Ángeli Moliny i Stefanii Sandrelli. Rok później wystąpił w filmie Ostatnia minuta (Ultimo minuto, 1987) z Ugo Tognazzi i Eleną Sofią Ricci. Szersze uznanie zyskał jako młody uznany sycylijski reżyser Salvatore „Totò” w dramacie Giuseppe Tornatore Cinema Paradiso (Nuovo cinema Paradiso, 1988) obok Jacques’a Perrina, Salvatore Cascio i Philippe’a Noireta. Film ten otrzymał nagrodę Oscara dla najlepszego filmu nieanglojęzycznego. Zagrał w ponad 20-u filmach włoskich, m.in. główną rolę romantycznego Pedro Muzquiza, którego pragnie poślubić główna bohaterka w uznanej przez krytyków Przepiórki w płatkach róży (Como Agua Para Chocolate, 1992). W biblijnym filmie telewizyjnym TNT Dawid (David, 1997) wystąpił jako Uriasz Chetyta – jeden z najdzielniejszych żołnierzy króla Dawida, pierwszy mąż Batszeby. W amerykańskim dramacie Mój brat Jack (My Brother Jack, 1998) wcielił się w rolę tytułowego bohatera Jacka Casale uzależnionego od heroiny.
Zagrał potem w westernie HBO Strażnicy Teksasu (Texas Rangers, 2001) u boku Ashtona Kutchera i Rachael Leigh Cook, odegrał kluczową rolę w meksykańskim dramacie sensacyjnym Pewnego razu w Meksyku: Desperado 2 (Once Upon a Time in Mexico, 2003) z Johnnym Deppem, Antonio Banderasem i Salmą Hayek, we francuskim dramacie Maria (Mary, 2005) jako aktor wcielający się w rolę apostoła Piotra, z Juliette Binoche oraz argentyńsko-włoskim dramacie Maradona: Ręka Boga (Maradona, la mano di Dio, 2007) jako Diego Armando Maradona.

## Filmografia

### Filmy
- 1986: Panna młoda była piękna (La Sposa era bellissima) jako Giuseppe
- 1987: Wakacje w piekle (Una Vacanza all’inferno) jako Angelo
- 1987: Il Coraggio di parlare jako pasterz Fortunato
- 1987: Ostatnia minuta (Ultimo minuto) jako Paolo
- 1988: Cinema Paradiso (Nuovo cinema Paradiso) jako młody Salvatore
- 1988: Ciao ma'
- 1989: Scugnizzi jako Salvatore
- 1990: Ferdinando, człowiek miłości (Ferdinando, uomo d’amore) jako Ferdinando
- 1990: Zapomnieć Palermo (Dimenticare Palermo)
- 1992: Przepiórki w płatkach róży (Como Agua Para Chocolate) jako Pedro
- 1993: Buntownik (La Ribelle) jako Sebastiano
- 1994: Dziwki (Le Buttane) jako Maurizio
- 1995: Manhattan Merengue! jako Carmelo
- 1995: Bandyci (Banditi)
- 1995: Viva San Isidro jako Quintino
- 1995: Okrutne zamiary (Im Sog des Bösen) jako Eddie Sanchez
- 1996: Granica (La Frontiera) jako Franco Velich
- 1996: Syndrom Stendhala (La Sindrome di Stendhal) jako Marco Longhi
- 1996: Włoskie (Italiani) jako Fortunato
- 1998: Mój brat Jack (My Brother Jack) jako Jack Casale
- 1999: Pięć rozumów (The Five Senses) jako Roberto 'Luigi'
- 2000: Od zmierzchu do świtu 3: Córka kata (From Dusk Till Dawn 3: The Hangman’s Daughter) jako Johny Madrid
- 2001: Zadanie rycerzy (I Cavalieri che fecero l’impresa) jako Ranieri di Panico
- 2001: Strażnicy Teksasu (Texas Rangers) jako Jesus Sandoval
- 2003: Pewnego razu w Meksyku: Desperado 2 (Once Upon a Time in Mexico) jako Fideo
- 2003: Poszukiwany (It’s Better to Be Wanted for Murder Than Not to Be Wanted at All) jako Ben Clemons
- 2005: Maria (Mary) jako Piotr Apostoł
- 2007: Maradona: Ręka Boga (Maradona, la mano di Dio) jako Diego Armando Maradona
- 2013: Cha cha cha

### Filmy TV
- 1993: Villa Maltraversi
- 1997: Dawid (David) jako Uriasz Chetyta
- 2005: Święty Piotr (San Pietro) jako Marek Ewangelista
- 2008: L'ultimo padrino jako Emanuele – 'Africano'
- 2012: Il generale dei briganti jako Rocco

### Seriale TV
- 1998: Pensando all’Africa
- 2004: Don Matteo jako Saverio Donini
- 2005: Elisa di Rivombrosa jako Gaetano Capece
- 2009: Squadra antimafia - Palermo oggi jako Africa
- 2011: L'ombra del destino jako Nazario Anania
- 2012: 6 passi nel giallo jako Giovanni Ravaioli